# Wide Awake (1998)
Wide Awake is een Amerikaanse familiefilm uit 1998 onder regie van M. Night Shyamalan.

## Verhaal
Nadat zijn beste vriend en opa is overleden, gaat Josh op zoek naar God om te vragen of het goed met zijn opa gaat.

## Rolverdeling
| Acteur             | Personage    |
| ------------------ | ------------ |
| Joseph Cross       | Joshua Beal  |
| Timothy Reifsnyder | Dave O'Hara  |
| Dana Delany        | Mrs. Beal    |
| Denis Leary        | Mr. Beal     |
| Robert Loggia      | Grandpa Beal |
| Rosie O'Donnell    | Sister Terry |
| Julia Stiles       | Neena Beal   |

## Trivia
- Wide Awake werd geproduceerd in 1995, maar kwam pas uit in 1998.
- Wide Awake is tot nu toe de enige film van Shyamalan waarin hij zelf geen rol speelt.